# Coly-Saint-Amand
Coly-Saint-Amand é uma comuna francesa na região administrativa da Nova Aquitânia, no departamento da Dordonha. Estende-se por uma área de 34.41 km². Em 2010 a comuna tinha 599 habitantes (densidade: 17,4 hab./km²).
Foi criada em 1 de janeiro de 2019, a partir da fusão das antigas comunas de Saint-Amand-de-Coly (sede da comuna) e Coly.